# Shuna Harwood
Shuna Harwood (Thaxted, 1940) è una costumista britannica.

## Biografia
Laureata alla Royal College of Art di Londra, ha lavorato come editrice di una rivista di moda e come illustratrice, prima di diventare costumista.

## Filmografia

### Cinema
- Demonio dalla faccia d'angelo (Full Circle), regia di Richard Loncraine (1977)

- The Odd Job, regia di Peter Medak (1978)
- Le due facce del male (Brimstone and Treacle), regia di Richard Loncraine (1982)
- Il missionario (The Missionary), regia di Richard Loncraine (1982)
- Sword of the Valiant - The Legend of Sir Gawain and the Green Knight, regia di Stephen Weeks (1984)
- La signora in bianco (Insignificance), regia di Nicolas Roeg (1985)
- Personal Services, regia di Terry Jones (1987)
- Aria, regia collettiva (1987)
- Vorrei che tu fossi qui! (Wish You Were Here), regia di David Leland (1987)
- Mille pezzi di un delirio (Track 29), regia di Nicolas Roeg (1988)
- L'uomo della porta accanto (Der Mann nebenan), regia di Petra Haffter (1991)
- Riccardo III (Richard III), regia di Richard Loncraine (1995)
- Passione nel deserto (Passion in the Desert), regia di Lavinia Currier (1997)
- The land girls - Le ragazze di campagna (The Land Girls), regia di David Leland (1998)
- Notting Hill, regia di Roger Michell (1999)
- Bride of the Wind, regia di Bruce Beresford (2001)
- Firewall - Accesso negato (Firewall), regia di Richard Loncraine (2006)

### Televisione
- Doppia visione (Double Vision), regia di Robert Knights - film TV (1992)
- The Dwelling Place - miniserie TV, 3 puntate (1994)